# Tatum Keshwar
Tatum Keshwar (Durban, 14 dicembre 1983) è una modella sudafricana di origini indiane, eletta Miss Sudafrica 2008 il 15 dicembre 2008. Prima di partecipare a Miss Sudafrica, la Kershwar era stata una finalista della terza stagione del reality show Revlon Supermodel, format simile a quello di America's Next Top Model, andato in onda dal novembre al dicembre del 2007 su SABC 3.
Tatum Keswar ha rappresentato il Sudafrica a Miss Universo 2009, che si è tenuto a Nassau, nelle Bahamas dove è riuscita ad entrare nella rosa delle prime quindici finaliste, classificandosi alla fine al settimo posto.
Inoltre la modella sudafricana ha partecipato a Miss Mondo 2009 il 12 dicembre 2009 a Johannesburg, dove si è classificata fra le prime dodici finaliste. Delle sette candidate che hanno preso parte a Miss Universo e Miss Mondo, soltanto la Kershwar e Miss Francia Chloé Mortaud, sono riuscite ad arrivare alle finali di entrambi i concorsi.